# 羧甲基纖維素
羧甲基纖維素（縮寫CMC）又稱纤维素胶（cellulose gum），是纤维素中的部分或全部羟基上的氢被羧甲基取代的产物，常使用其钠盐（羧甲基纖維素鈉）。羧甲基纖維素是常用的食品添加劑，其鈉鹽常用作黏稠劑、糊料。
羧甲基纤维素被称为工业味精，大量使用在工业生产中，为各种生产领域带来巨大使用价值。羧甲基纤维素是一种白色或微黄色粉末、粒状或纤维状固体，无毒，属大分子化学物质，易溶解在水中，不溶于有机溶剂，且能够吸水膨胀，在水中溶胀时可以形成透明的黏稠胶液，黏性会因为温度的上升而下降。由于其特殊性能，因此在储存运输中有着许多特殊要求。水悬浮液的pH值为6.5-8.5。羧甲基纤维素化学式可简化表示为[C₆H₇O₂(OCH₂COOH)₃]ₙ

## 理化性質
羧甲基纖維素鈉為纖維素羧甲基醚的鈉鹽，化學名 sodium salt of carboxymethyl ether of cellulose，別名乙酸鈉纖維素（sodium cellulose glycolate）、Na CMC、CMC、纖維膠（cellulose gum）、INS No. 466、C.A.S number 9004-32-4。
- 分子式：{\displaystyle \mathrm {[C_{6}H_{7}O_{2}(OH)_{x}(OCH_{2}COONa)_{y}]_{n}} }，（n為聚合程度，x=1.50~2.80，y=0.2~1.50，x+y=3.0，y=置換度 Degree of Substitution）
- 分子量：當置換度為0.2，分子量為178.14；當置換度為1.5，分子量為282.18；聚合分子量約17,000（n約100）。
- 外觀：白色或淡黃色，無臭、無味，具吸溼性顆粒，粉粒或細纖維狀。

## 製造程序
纖維素，如絨、棉，經過脫脂、漂白，用氫氧化鈉進行鹼化處理，成為鹼纖維素。鹼纖維素與氯乙酸反應，生成羧甲基纖維素鈉。